# Fausto Braga
Fausto Braga (Milano, 10 febbraio 1921 – 16 settembre 2009) è stato un calciatore e allenatore di calcio italiano, di ruolo centrocampista.

## Carriera

### Giocatore
Cresce nel Milan, squadra per cui è tesserato fino al 1940.
Debutta in Serie A nel campionato Alta Italia 1945-46 con la maglia dell'Andrea Doria il 21 ottobre 1945 nel derby perso contro la Sampierdarenese; in quel campionato disputa 12 partite. Poi gioca in Serie B con il Legnano nella stagione 1946-1947; con i lilla disputa quattro campionati cadetti per un totale di 114 presenze.
In seguito gioca per tre anni con il Pavia e una stagione, quella del 1953-54, diviso tra Cremonese e Parma in Serie C.

### Allenatore
Dopo il ritiro ha intrapreso la carriera di allenatore, guidando anche la Primavera del Milan nei primi anni 1980 e, in precedenza, numerose squadre di Serie C negli anni 1960 e 1970.

## Palmarès

### Giocatore

#### Competizioni nazionali
- Campionato italiano Serie C: 2

Pavia: 1952-1953
Parma: 1953-1954